# 立法院對行政院院長提名之同意案
立法院對行政院院長提名之同意案，是由中華民國立法院依據《中華民國憲法》第五十五條，對總統提名的行政院院長人選投票行使同意權。1948年至1997年間，所有行政院院長人選均由立法院行使同意權後任命。1997年第四次《中華民國憲法增修條文》取消行政院院長經立法院同意任命之規定，此後立法院對行政院院長之提名不再行使同意權。

## 概述
《中華民國憲法》第五十五條第一項規定：「行政院院長由總統提名，經立法院同意任命之。」實踐中，總統以咨文向立法院提名行政院院長人選，立法院進行投票，以同意票超過半數為同意，總統在立法院同意後任命行政院院長。本項規定意味著行政院院長需獲得立法院多數立法委員支持，加之憲法第五十七條行政院對立法院負責之規定，體現憲法在制定之初實際遵循內閣制精神。
1948年5月，總統蔣中正提名翁文灝為行政院院長並獲立法院同意，為行憲後立法院首次對行政院院長提名行使同意權。至1996年2月，立法院總共對總統提名的行政院院長行使同意權16次，其中蔣中正提名7次、代總統李宗仁提名3次、蔣經國提名2次、李登輝提名4次；按立法院屆次統計，第一屆立法院行使同意權14次，第二屆、第三屆立法院各行使1次；按集會地點統計，立法院於南京行使前3次同意權，後於廣州行使2次（其中1次不同意），之後11次同意權均於政府遷臺後在臺北市行使。除李宗仁提名居正之同意案未獲通過以外，其餘提名均獲得過半數通過。所有被提名人均為中國國民黨籍。

## 歷次同意案情況
| 總統任次 | 提名人          | 被提名人 | 被提名人政黨 | 立法院屆次 | 參與表決之立法委員選出年分 | 表決日         | 同意票 | 不同意票 | 結果   | 被提名人就職日 |
| -------- | --------------- | -------- | ------------ | ---------- | -------------------------- | -------------- | ------ | -------- | ------ | -------------- |
| 第一任   | 蔣中正          | 翁文灝   | 中國國民黨   | 第一屆     | 1948年                     | 1948年5月24日  | 489    | 94       | 同意   | 1948年5月29日  |
| 第一任   | 蔣中正          | 孫科     | 中國國民黨   | 第一屆     | 1948年                     | 1948年11月26日 | 228    | 44       | 同意   | 1948年12月23日 |
| 第一任   | 李宗仁 （代理） | 何應欽   | 中國國民黨   | 第一屆     | 1948年                     | 1949年3月12日  | 209    | 30       | 同意   | 1949年3月24日  |
| 第一任   | 李宗仁 （代理） | 居正     | 中國國民黨   | 第一屆     | 1948年                     | 1949年5月31日  | 151    | 143      | 不同意 | —              |
| 第一任   | 李宗仁 （代理） | 閻錫山   | 中國國民黨   | 第一屆     | 1948年                     | 1949年6月3日   | 254    | 56       | 同意   | 1949年6月13日  |
| 第一任   | 蔣中正          | 陳誠     | 中國國民黨   | 第一屆     | 1948年                     | 1950年3月8日   | 306    | 70       | 同意   | 1950年3月15日  |
| 第二任   | 蔣中正          | 俞鴻鈞   | 中國國民黨   | 第一屆     | 1948年                     | 1954年5月25日  | 360    | 87       | 同意   | 1954年6月1日   |
| 第二任   | 蔣中正          | 陳誠     | 中國國民黨   | 第一屆     | 1948年                     | 1958年7月4日   | 364    | 79       | 同意   | 1958年7月15日  |
| 第三任   | 蔣中正          | 嚴家淦   | 中國國民黨   | 第一屆     | 1948年                     | 1963年12月10日 | 365    | 50       | 同意   | 1963年12月16日 |
| 第五任   | 蔣中正          | 蔣經國   | 中國國民黨   | 第一屆     | 1948年、1969年             | 1972年5月26日  | 381    | 13       | 同意   | 1972年6月1日   |
| 第六任   | 蔣經國          | 孫運璿   | 中國國民黨   | 第一屆     | 1948年、1969年、1975年     | 1978年5月26日  | 329    | 12       | 同意   | 1978年6月1日   |
| 第七任   | 蔣經國          | 俞國華   | 中國國民黨   | 第一屆     | 1948年、1969年、1983年     | 1984年5月25日  | 307    | 18       | 同意   | 1984年6月1日   |
| 第七任   | 李登輝          | 李煥     | 中國國民黨   | 第一屆     | 1948年、1969年、1986年     | 1989年5月30日  | 217    | 24       | 同意   | 1989年6月1日   |
| 第八任   | 李登輝          | 郝柏村   | 中國國民黨   | 第一屆     | 1948年、1969年、1989年     | 1990年5月29日  | 186    | 27       | 同意   | 1990年6月1日   |
| 第八任   | 李登輝          | 連戰     | 中國國民黨   | 第二屆     | 1992年                     | 1993年2月23日  | 109    | 33       | 同意   | 1993年2月27日  |
| 第八任   | 李登輝          | 連戰     | 中國國民黨   | 第三屆     | 1995年                     | 1996年2月23日  | 85     | 77       | 同意   | 1996年2月24日  |

## 同意權之取消
1997年7月國民大會通過的第四次《憲法增修條文》第三條規定：「行政院院長由總統任命之。」立法院對於行政院院長提名之同意權就此取消，總統得以直接任命行政院院長；同時，賦予立法院倒閣權與總統被動解散立法院之權，標誌中央政府體制實質邁向雙首長制。同年9月，總統李登輝依據此項規定任命蕭萬長為行政院院長。連戰成為目前為止最後一位依據憲法由總統提名、經立法院同意任命的行政院院長。